# Bruno Leonardo Gelber
Bruno Leonardo Gelber (ur. 19 marca 1941 w Buenos Aires) – argentyński pianista.

## Życiorys
Urodził się w rodzinie muzycznej o korzeniach austriackich i francusko-włoskich. Gry na fortepianie uczył się u matki, po raz pierwszy wystąpił publicznie w wieku 5 lat. Następnie kształcił się u Vincenzo Scaramuzzy. W wieku 8 lat zachorował na polio, nie przerwał jednak lekcji gry na fortepianie. Mając 15 lat zagrał w Buenos Aires Koncert fortepianowy Roberta Schumanna pod batutą Lorina Maazela. W 1960 roku otrzymał stypendium rządu francuskiego i podjął dalsze studia u Marguerite Long w Paryżu. W 1961 roku zdobył III nagrodę w Międzynarodowym Konkursie im. Marguerite Long i Jacques’a Thibaud.
Koncertował w Europie, obydwu Amerykach i Japonii. W 1971 roku wystąpił w gmachu Filharmonii Narodowej w Warszawie. W jego repertuarze znajdowały się utwory okresu klasycyzmu i romantyzmu. Gra Gelbera odznaczała się doskonałym warsztatem techniczno-palcowym i szczególnym rodzajem uderzenia o dużej sile i nośności oraz zarazem jasnym kolorycie, w młodości był przyrównywany przez krytyków do Artura Rubinsteina. 